# Филы (спускаемый аппарат)
«Фи́лы» (англ. Philae lander) — спускаемый аппарат, предназначенный для посадки на ядро кометы. Разработан и изготовлен Европейским космическим агентством.
«Филы», размещённый на космическом аппарате «Розетта», был запущен 2 марта 2004 года к комете 67P/Чурюмова — Герасименко.
Отделение аппарата «Филы» от «Розетты» произошло 12 ноября 2014 года, в 9:35 UTC. За этим последовало 7-часовое снижение на поверхность кометы. Посадка проходила в незапланированном режиме. С 15:34 UTC до
17:32 UTC произошло три касания с двумя отскоками между ними (сигналы об этом достигли Земли спустя почти полчаса). Это первая в истории (и к тому же, в целом успешная) посадка на комету.

## Происхождение названий
Название для аппарата было выбрано в результате конкурса, проведенного в 2004 году среди жителей стран — участниц проекта в возрасте от 12 до 25 лет. Победила 15-летняя Серена Ольга Висмара (Serena Olga Vismara) из Арлуно возле Милана (Италия).
Название спускаемого аппарата связано с расшифровкой древнеегипетских надписей. На острове Филы на реке Нил был найден обелиск с иероглифической надписью, упоминающей царя Птолемея VIII и цариц Клеопатру II и Клеопатру III. Надпись, в которой ученые распознали имена «Птолемей» и «Клеопатра», помогла расшифровать древнеегипетские иероглифы.
В свою очередь, название «Розетты» происходит от знаменитого Розеттского камня — каменной плиты с выбитыми на ней тремя идентичными по смыслу текстами, два из которых написаны на древнеегипетском языке (один — иероглифами, другой — демотическим письмом), а третий написан на древнегреческом языке. Сравнивая тексты Розеттского камня, учёные смогли расшифровать древнеегипетские иероглифы; с помощью космического аппарата «Розетта» ученые надеются узнать, как выглядела Солнечная система до того, как сформировались планеты.

## Научное оборудование

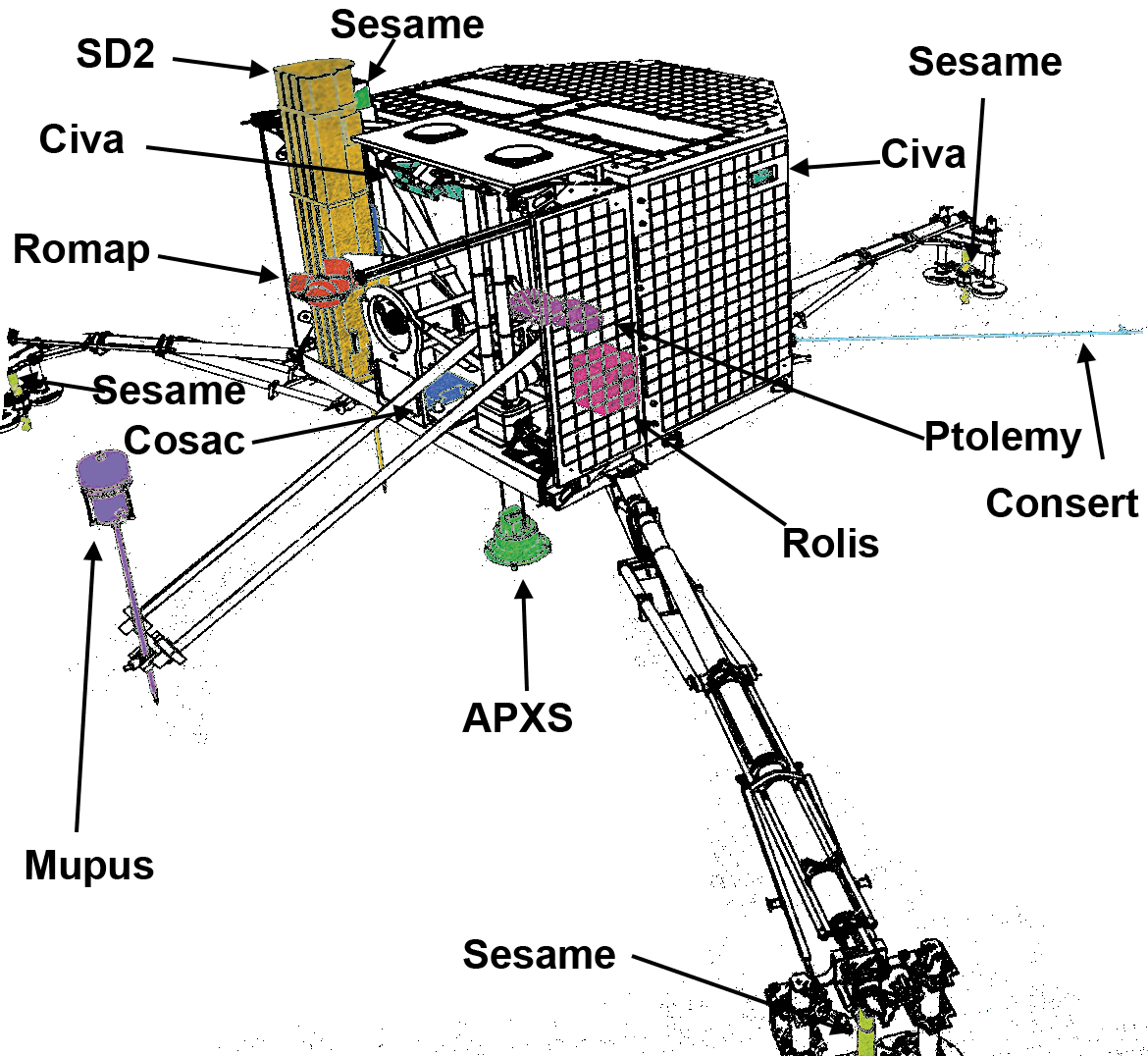
Научные приборы аппарата Филы

Масса спускаемого аппарата — 100 кг. Полезная нагрузка аппарата составляет 26,7 кг и состоит из десяти научных приборов:
- APXS (Alpha Proton X-ray Spectrometer) — спектрометр альфа-частиц и рентгеновского излучения[6]. Является улучшенной версией APXS, установленного на Mars Pathfinder. Альфа-излучатель изготовлен в российском научно-исследовательском институте атомных реакторов (НИИАР);[7]
- COSAC (COmetary SAmpling and Composition) — комбинированный газовый хроматограф и масс-спектрометр для анализа образцов горных пород и оценки содержания в них летучих компонентов[8].
- Ptolemy — прибор для измерения соотношения долей стабильных изотопов[англ.] в ключевых летучих компонентах ядра кометы[9].
- ÇIVA (Comet Nucleus Infrared and Visible Analyzer) — 6 одинаковых микрокамер для панорамной съёмки поверхности, с матрицами 1024×1024 пикселя каждая[10].
- ROLIS  (Rosetta Lander Imaging System) — ПЗС-камера для съёмок во время спуска, с разрешением 1024×1024 пикселя[11][12].
- CONSERT[англ.] (COmet Nucleus Sounding Experiment by Radiowave Transmission) — радар, призванный провести томографию ядра кометы путём измерения распространения в нём электромагнитных волн от «Розетты», для определения его внутреннего строения[13].
- MUPUS (MUlti-PUrpose Sensors for Surface and Sub-Surface Science) — датчики для измерения плотности, температурных и механических свойств поверхности[14].
- ROMAP (Rosetta Lander Magnetometer and Plasma Monitor) — магнитометр и детектор плазмы для изучения магнитного поля ядра кометы и его взаимодействия с солнечным ветром[15].
- SESAME (Surface Electric Sounding and Acoustic Monitoring Experiments) — 3 прибора для измерения свойств внешних слоёв кометы: CASSE (Cometary Acoustic Sounding Surface Experiment) — эксперимент по акустическому исследованию поверхности кометы, PP (Permittivity Probe) — исследование её электрических характеристик, и DIM (Dust Impact Monitor) — измерение оседания пыли на поверхность[16].
- SD2 (Drill, Sample, and Distribution subsystem) — бур для извлечения образцов горных пород с глубин от 0 до 230 мм и направления их для анализа в подсистемы Ptolemy, COSAC и ÇIVA[17].

В создании аппарата и его оборудования приняли участие Австрия, Финляндия, Франция, Германия, Венгрия, Италия, Ирландия, Польша, Великобритания и Россия.

## Хроника полёта
2 марта 2004 года «Розетта» с аппаратом «Филы» была успешно запущена с космодрома Куру во Французской Гвиане ракетой Ариан 5G+.
25 февраля 2007 года «Розетта» пролетала вблизи Марса. Во время пролёта спускаемый аппарат «Филы» впервые работал в автономном режиме, с питанием от собственных аккумуляторов. Приборами спускаемого аппарата с расстояния в 1000 км была проведена съёмка планеты, получены данные о магнитном поле Марса.

### Приближение к комете (2014 год)

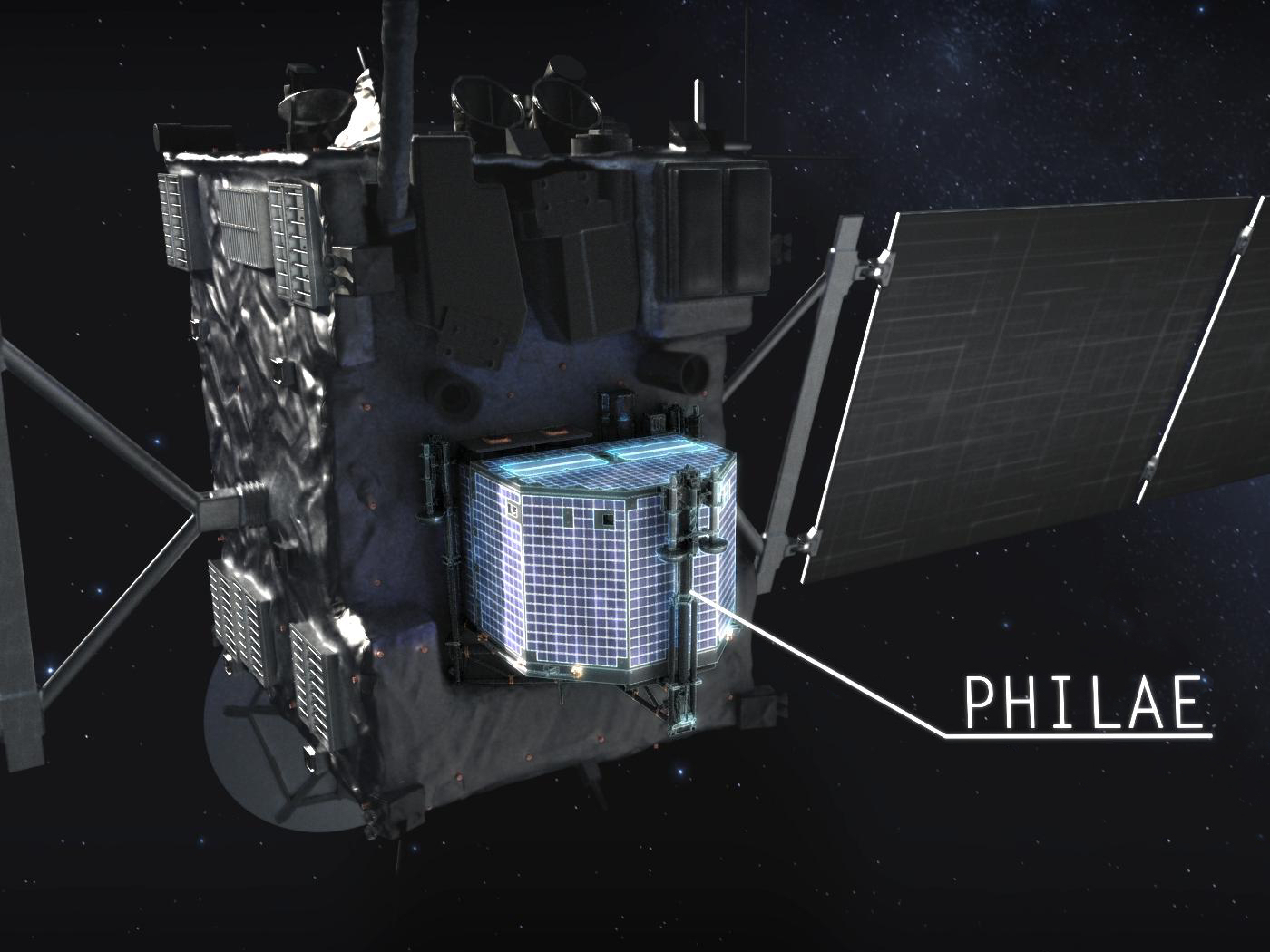
Розетта и Филы

6 августа 2014 года «Розетта» с аппаратом приблизились к комете на расстояние 100 км. Специалисты ЕКА определили 5 потенциально подходящих мест для посадки, из которых самым приемлемым считался «участок А» на большей части кометы, с которого хорошо видна и её меньшая часть.
15 октября специалисты ЕКА подтвердили основное место посадки аппарата «Филы» — «участок J». «Розетта» в этот день находилась на круговой орбите (с точки зрения наблюдателя, находящегося на комете), в 10 км от центра четырёхкилометрового ядра кометы. Это позволило более детально осмотреть основное («участок J») и резервное («участок C») места посадки, чтобы окончательно оценить опасности (включая ограничения, вызванные наличием валунов). Посадка на валун либо вблизи него (когда посадочная опора или корпус касаются валуна) может вызвать опрокидывание или повреждение аппарата; даже булыжники размером менее метра являются опасными. На снимках основного и запасного мест посадки видны тысячи крупных камней. Специалисты группы динамики полёта оценили риск, обусловленный наличием валунов, в несколько десятков процентов.
10 ноября «Розетта» находилась на траектории подготовки к запуску аппарата «Филы» (на борту которого нет ни навигационной системы, ни двигателя, чтобы в активном режиме направиться к желаемому месту посадки), на скорости 0,19 м/с относительно ядра кометы.
12 ноября, в 12:35 по московскому времени, на расстоянии приблизительно 22,5 км от центра ядра кометы, «Розетта» отправила посадочный аппарат «Филы» в свободный полёт.

### На поверхности кометы (12—15 ноября 2014 года)
Как и было запланировано, зонд сел на «участок J», расположенный на меньшей части кометы. 12 ноября в 17:32 UTC получено подтверждение успешной посадки аппарата «Филы».
Посадка проходила в незапланированном режиме.
«Филы», ускоренный гравитационным полем ядра кометы, подлетел к нему на скорости 1 м/с. Для предотвращения отскока и закрепления зонда на поверхности на нём имелось несколько систем. Толчок при касании посадочных опор погасил амортизатор; в момент касания ракетный двигатель должен был на несколько секунд прижать аппарат к поверхности. За время работы двигателя аппарат должен был внедрить в грунт два гарпуна размером с карандаш на двухметровых тросах, а три бурава, размещённые на посадочных опорах, должны были углубиться в грунт.
Буравы после посадки углубились в грунт ядра кометы на 4 см, однако ракетный двигатель прижима аппарата к поверхности не сработал, а гарпуны на 17:23 UTC по неизвестной причине всё ещё не были выпущены, поэтому положение аппарата на поверхности на этот момент не было прочным.
Обработка телеметрической информации показала, что в действительности «Филы» совершил три касания поверхности — в 15:34, 17:25 и 17:32 UTC, с двумя отскоками между ними. Первое касание было в пределах посадочного эллипса («участка J»). Это подтверждено снимками камеры ROLIS, размещённой на аппарате «Филы» и направленной вниз. Привязка этих снимков к деталям рельефа осуществлялась по снимкам прибора OSIRIS, установленного на Розетте. Но затем спускаемый аппарат отскочил от поверхности на 1 час 50 минут. За это время он переместился примерно на 1 км от места первого касания. Затем аппарат повторно коснулся поверхности, снова отскочил на 7 минут и совершил посадку.
Ядро кометы вращается, и участок, на который сел аппарат, периодически освещается солнцем; однако большую часть этого времени «Филы» оказывался в тени отвесной скалы. Три дня аппарат работал на заранее запасённой энергии аккумуляторов, которые могут заряжаться от солнечных батарей, однако из-за затенения освещённость солнечных батарей (и, соответственно, вырабатываемая ими мощность) была слишком мала для зарядки аккумуляторов и продолжения работы.
12—14 ноября «Филы» обнаружил в газах, которые выбрасывает комета, органические соединения.
15 ноября, проработав около 60 часов и отправив результаты проведённых анализов, спускаемый аппарат «Филы» переключился в режим ожидания (все научные приборы и большинство бортовых систем были выключены) из-за исчерпания заряда батарей на борту (радиосвязь с «Розеттой» потеряна в 00:36 UTC). Ожидалось, что по мере приближения кометы к Солнцу освещённость и, соответственно, температура аппарата и вырабатываемая солнечными батареями мощность возрастут настолько, что «Филы» сможет вновь включиться. Однако было неизвестно, когда именно это может произойти.

### После пробуждения (13 июня — 9 июля 2015 года)
13 июня в 20:28 UTC, через 7 месяцев после последнего сеанса связи, спускаемый аппарат «Филы» вышел из режима пониженного энергопотребления. В течение 85 секунд спускаемый аппарат передал через «Розетту» на Землю 300 пакетов данных из имеющихся 8000 (скорость генерации информации о состоянии аппарата составляет 52 бит/с; за один кометный день генерируется примерно 150 пакетов данных). В соответствии с полученными данными, температура аппарата составляла −35 °C, а вырабатываемая мощность — 24 Вт (при этом минимальная мощность, требующаяся для включения передатчика, составляет 19 Вт). Полученная информация отражала прошлое состояние аппарата в момент времени, который ещё предстоит определить.
14 июня состоялся ещё один сеанс связи, продолжавшийся всего несколько секунд. Из новых данных следует, что температура аппарата поднялась до −5 °C, причём было подтверждено, что эти данные отражают текущий статус аппарата. По словам руководителя проекта Стефана Уламека: «Аппарат готов для дальнейшей работы».
19 июня в 13:37 и 13:54 UTC были осуществлены два сеанса связи с зондом «Филы» длительностью по 2 минуты каждый. В общей сложности получено 185 пакетов телеметрических данных. Получение научных данных не предполагалось. «Розетте» были отправлены команды для дальнейшей корректировки орбиты аппарата, с целью обеспечить наилучшую связь со спускаемым зондом.
5 июля была послана команда для радара CONSERT, но ответ был получен только 9 июля, когда спускаемый аппарат послал данные измерений радара.
После 9 июля 2015 года  связь с аппаратом «Филы» была потеряна. «Филы» больше не отвечал на команды, и в январе 2016 года руководитель проекта Стефан Уламек признал, что шансы установить связь в будущем крайне малы.

### Обнаружение Филы
2 сентября 2016 года камерой высокого разрешения аппарата «Розетта» получены снимки «Филы». Спускаемый аппарат попал в тёмную трещину кометы. С высоты 2,7 км разрешение узкоугольной телекамеры OSIRIS составляет около 5 см на пиксель. Этого разрешения достаточно, чтобы на снимке были видны характерные особенности конструкции метрового корпуса и ног аппарата Филы. Снимки также подтвердили, что Филы лежит на боку. Нештатная ориентация на поверхности кометы прояснила, почему было так трудно установить связь со спускаемым аппаратом после посадки 12 ноября 2014 года.

### Жёсткая посадка зонда Розетта
30 сентября 2016 года зонд Розетта был сведён с орбиты и умышленно направлен на столкновение с кометой. Через 14 часов зонд на скорости 3 км/ч столкнулся с поверхностью. Программа исследования кометы стоимостью 1,4 млрд € завершилась, о чем сообщило ЕКА.